# 校園槍擊案
校園槍擊是指針對各級學校等教育機構之涉及使用槍支的武裝襲擊。 由於多人傷亡，許多校園槍擊事件也被歸類為大規模槍擊事件。 這種現象在美國最為普遍，與學校有關的槍擊事件數量最多，儘管世界其他地方也發生過校園槍擊事件。
根據研究，襲擊者最主要的動機是：欺凌/迫害/威脅（75%) 和報復 (61%)，而 54% 的人表示有很多原因。 其餘動機包括試圖解決問題 (34%)、自殺或抑鬱 (27%) 以及尋求關注或認可 (24%)。
特別是在美國，校園槍擊事件引發了關於槍支暴力、零容忍政策、槍支權利和槍支管制的政治辯論。

## 參看
- 美國槍械暴力問題